# قلعة روتلة (مقاطعة ديواندرة)
قلعة روتلة (بالفارسية: قلعه روتله) هي قرية تقع في قسم زرينه الريفي (مقاطعة ديواندرة) في إيران. يقدر عدد سكانها بـ 1,001 نسمة .